# خوان مانويل خارات
خوان مانويل خارات (بالإسبانية: Juanma Gárate)‏ ولد بتاريخ 24 أبريل 1976 في إرون، هو دراج إسباني في صنف سباق الدراجات على الطريق.

## سجل النتائج

### سباقات أو مراحل فاز بها
- طواف فرنسا
- طواف إسبانيا
- طواف سويسرا
- طواف إيطاليا

### المراكز
- حقق المركز الـ 4 في طواف إيطاليا 2002
- حقق المركز الـ 5 في طواف إيطاليا 2005
- حقق المركز الـ 7 في طواف إيطاليا 2006

## وصلات خارجية
- الموقع الرسمي

## روابط خارجية
- خوان مانويل خارات على موقع الاتحاد الدولي للدراجات (الإنجليزية)
- خوان مانويل خارات على موقع أرشيف الدراجات (الإنجليزية)
- خوان مانويل خارات على موقع إحصائيات الدراجات الإحترافية (الإنجليزية)
- خوان مانويل خارات على موقع نسبة الدراجات (الإنجليزية)
- خوان مانويل خارات على موقع CycleBase (الإنجليزية)